# Schistosoma reflexum

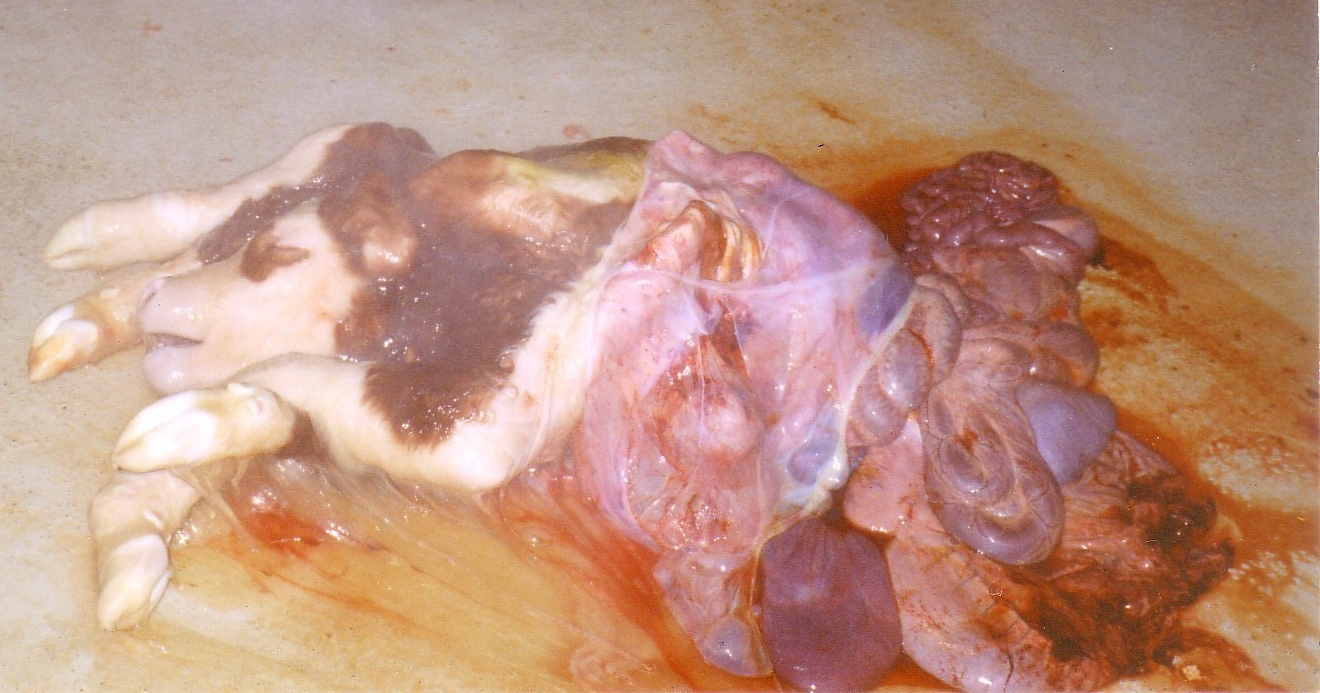
Schistosoma reflexum bei der Schlachtung

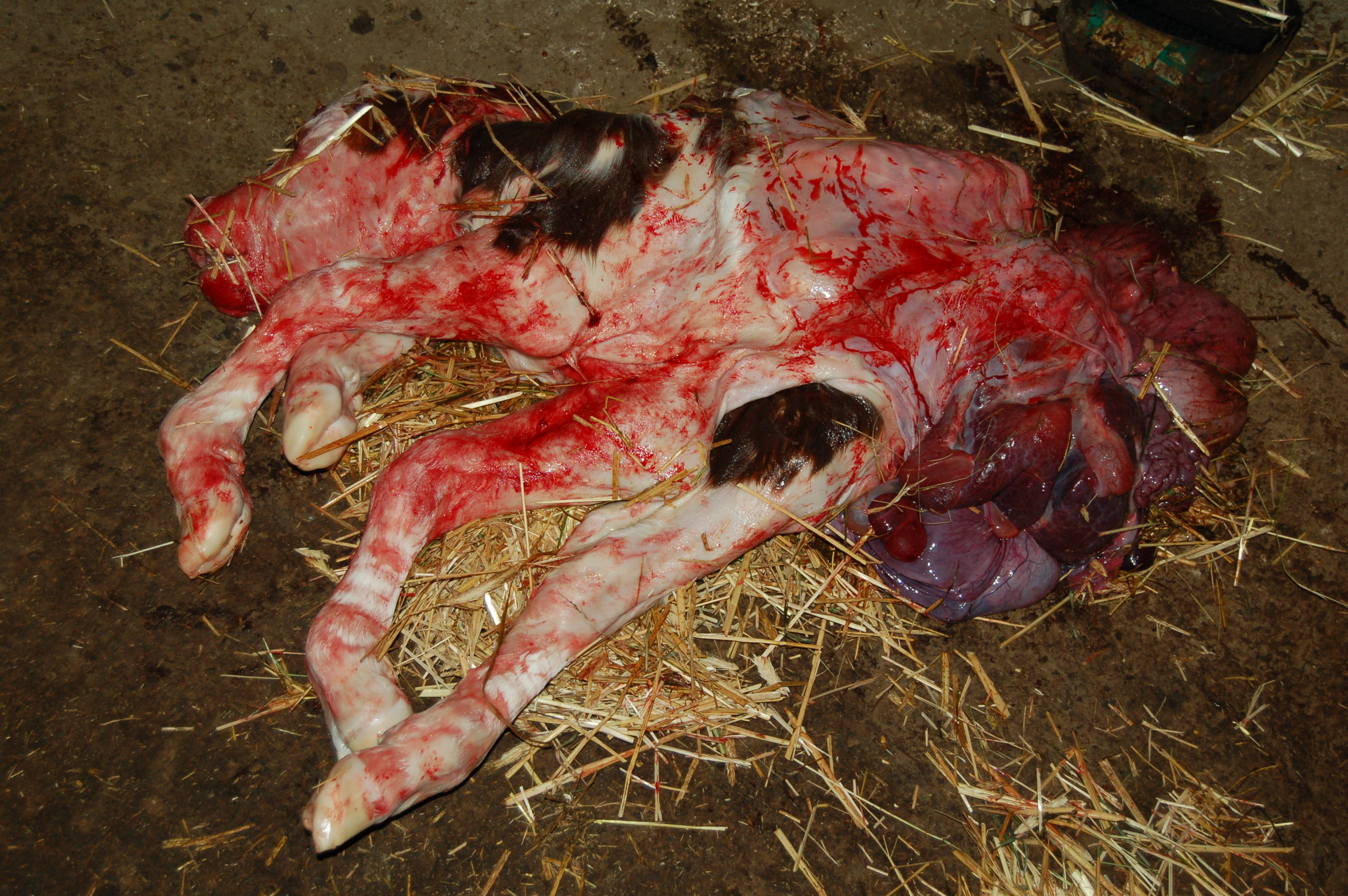
Schistosoma reflexum nach Kaiserschnitt

Ein Schistosoma reflexum (Schistosoma von altgriechisch σχιστος schistos ‚gespalten‘ und von lateinisch reflecto ‚zurückbeugen‘) ist ein angeborenes Fehlbildungssyndrom, das durch freiliegende Eingeweide, starke Rückwärtsbiegung und Versteifung (Ankylose) der Wirbelsäule und Versteifung der Gelenke (Arthrogryposis) gekennzeichnet ist.

## Verbreitung
Besonders häufig tritt diese Fehlbildung beim Rind, aber auch bei Schaf und Ziege und anderen Tierarten auf. Auch beim Menschen werden ähnliche Fehlbildungen beschrieben.

## Ursache
Als Ursache werden genetische Defekte vermutet, es gibt aber noch keine endgültige Bestätigung. Eine Studie über die Häufigkeit bei tschechischen Holstein Friesian Rindern ergab eine deutliche Häufung in bestimmten Abstammungslinien.

## Pathologie
Die Spaltbildung erstreckt sich über den gesamten Bauch und meist auch den Brustkorb. Manchmal ist auch das Becken bauchseitig gespalten. Die Lendenwirbelsäule ist versteift und rückenseitig umgebogen ebenso wie die Rippen. Die äußere Haut geht am Rand der Körperspalte in die Schafshaut (Amnion) über. Das Zwerchfell ist meist nicht oder nur rudimentär vorhanden und die Lungen sind unterentwickelt. Die Eingeweide der Bauchhöhle und meist auch des Brustraums liegen frei. Wenn zusätzlich zur Spaltbildung eine Drehung um die Längsachse vorliegt spricht man von einem Schistosoma contortum. Bis zur Geburt sind die Föten lebensfähig.

## Klinik
Ein Schistosoma reflexum stellt meist ein absolutes Geburtshindernis dar. Zur Beseitigung des Hindernisses wird entweder eine Fetotomie (Fruchtzerstückelung) oder eine Sectio cesarea (Kaiserschnitt) durchgeführt.